# 米本空襲
米本空襲（よなもとくうしゅう）は、1945年（昭和20年）2月19日にアメリカ軍が、現在の千葉県八千代市にあたる印旛郡阿蘇村米本地区に対して焼夷弾を用いて爆撃した小規模な空襲の総称。死者11人、負傷者十数人（明確な記載なし）を出した。

## 概要
1945年2月19日、アメリカ軍のB-29爆撃機が東京都に対して空襲を行い、作戦後の帰還中に機体を軽くするために残りの爆弾全てを投下して、米本地区は爆撃を受けた。さらにアメリカ軍は機銃掃射等も行い、計11人が死亡した。
当時、米本地区は酪農地帯で破傷風菌の常在地でもあり、負傷者への対処が遅れた（病院がなかったため、牛の引く荷車で船橋市の病院に搬送された）ことで犠牲者を出したとされる。

## 関連書籍
- 八千代市企画部広報文化課編『あの日から』